# Christoph Alexander von Rauschke
Christoph Alexander von Rauschke (* 20. Oktober 1652 in Königsberg; † 25. März 1725) war Oberburggraf in Preußen.

## Leben
Rauschke entstammte einem preußischen Adelsgeschlecht, das beispielsweise in Allenburg ein Frauenstift errichtet hatte. Er war der Sohn des preußischen Hofgerichtspräsidenten Georg von Rauschke (1598–1663) auf Kirschnenen und der Margarethe Tugendreich Freiin von Kittlitz.
Zuerst wurde Rauschke in den Jahren 1685 und 1686 als Landrat und Kammerherr genannt. 1688 war er bereits Amtshauptmann in Rastenburg und 1691 Landesdirektor in Brandenburg. Am 17. Mai 1698 avancierte er zum Oberrat und Oberburggrafen des Herzogtums Preußen. Er wurde zudem am 4. Juni 1699 als einer von drei Kommissaren am Collegium Fridericianum ernannt. Rauschke war auch Präsident des Oberappellationsgerichts und erhielt am 17. Januar 1701 als Tribunalspräsident und Oberburggraf den Schwarzen Adlerorden. Damit gehörte er zu den ersten zwanzig Ordensrittern des frischgestifteten höchsten Ordens Preußens. Im Königreich Preußen übernahm er am 28. März 1711 das Amt des Landeshofmeister und war unter der Regierung Friedrichs I. auch Mitglied des Geheimen Ratskollegiums. Rauschke starb am 25. März 1725 als Wirklicher Geheimer Etatsrat und Landeshofmeister.
Er beschloss den Mannesstamm seines Geschlechts.

## Schriften
- Theses Iuridicas, Magnifici Iurisconsultorum Ordinis Consensu Sub Praesidio …, 1697
- Disputatio Theologica De Communione Sub Una Specie Sexta continens Solutionem reliquorum argumentorum pro communione sub una …, 1689
- Dissertatio Medica Qua Fungus Cerebri In Generoso Equitum Prussorum Viro Anno …, 1700
- Disputatio Theologica Inauguralis …, 1709
- Annuente Divina Gratia De Origine Idearum In Mente Humana …,  1717